# Genètica de la conservació
La genètica de la conservació consisteix en l'aplicació de teories i tècniques genètiques per a reduir el risc d'extinció d'espècies amenaçades.
El seu objectiu principal a llarg termini és preservar les espècies com a entitats dinàmiques amb la capacitat d'enfrontar-se als canvis ambientals. Algunes de les seves aplicacions bàsiques són: identificació d'espècies, resolució d'ambigüitats taxonòmiques, definició d'unitats de gestió dins de les mateixes espècies, deteccions d'hibridació, mesura de la variabilitat genètica en espècies amenaçades, gestió genètica de poblacions petites, anàlisis de la viabilitat de les poblacions, tria de poblacions i llocs per a la reintroducció.